# Вілков Михайло Іванович
Михайло Іванович Ві́лков (1 липня 1924, Блохино — 4 серпня 1992, Чернівці) — український радянський живописець; член Спілки радянських художників України з 1970 року.

## Біографія
Народився 1 липня 1924 року в селі Блохиному (нині Лямбірський район Мордовії, Росія). Під час німецько-радянської війни 12 вересня 1942 року призваний до Червоної армії. Служив у 17-й повітряній армії, мав військове звання сержанта. Нагороджений медаллю «За бойові заслуги» (6 листопада 1947), орденом Вітчизняної війни II ступеня (6 квітня 1985).
З 1946 року — у Чернівцях, працював на Чернівецькому художньо-виробничому комбінаті. Протягом 1951—1955 років навчався в Одеському художньому училищі, був учнем Любові Александрович, Діни Фруміної. Дипломна робота — картина «Звільнення Одеси».
Після здобуття мистецької освіти продовжив працювати на Чернівецькому художньо-виробничому комбінаті. Мешкав у Чернівцях у будинку на проспекті 50-річчя Жовтня, № 57, квартира № 35. Помер у Чернівцях 4 серпня 1992 року.

## Творчість
Працював у галузі станкового живопису, створював тематичні картини, портрети. Серед робіт:
- «Вечір» (1957)[5];
- «Гребля на річці Путила» (1957)[5];
- «Чабан Буковини» (1957, варіант — 1965)[5];
- «Лісоруби» (1961)[5];
- «Далеко в горах» (1963)[5];
- «Перший вінець» (1964)[5];
- «Місяць у горах» (1964)[1];
- «Гудуть дроти» (1967)[5];
- «Бригада на сапанні буряків» (1970)[1];
- «Перший стояк Дніпровської ГЕС» (1975)[1];
- «У рекрути» (1989, за мотивами творів Тараса Шевченка)[7].

Брав участь у виставках з 1954 року (Одеса), республіканських — з 1957 року.
Роботи зберігаються у Чернівецькому художньому музеї.